# Ахрамович, Роман Тимофеевич
Рома́н Тимофе́евич Ахрамо́вич (13 ноября 1923, Минск — 10 февраля 1989, Москва) — советский историк-востоковед, доктор исторических наук, директор Института стран Азии и Африки при МГУ (1975—1989).

## Биография
Родился 13 ноября 1923 года в городе Минске Белорусской ССР. В 30-е годы отец — Ахрамович Тимофей Кодратьевич — был направлен в Москву. Затем, будучи 1-м секретарем Шигонского райкома ВКП(б) Куйбышевской области в 1937 году был репрессирован. Умер в 1942 году. Реабилитирован посмертно в гражданском (1956) и партийном (1959) отношениях.

### Участие ВОВ
Р. Т. Ахрамович — участник Великой Отечественной войны. В 18 лет стал партизаном.
- 08.1941 — 10.1941 — рядовой 24 сп 8 дивизии Московского народного ополчения, Центральный фронт;
- 10.1941 — 12.1941 — находился в плену в г. Рославль, Смоленской области. Из плена бежал;
- 12.1941 — 05.1943 — находился у родственников в г. Минске;
- 05.1943 — 09.1943 — рядовой партизанского отряда им. Комсомола 1-й Минской партизанской бригады;
- 09.1943 — 11.1943 — ранение, плен, торфозавод «Дукора», Руденский район, Минская область. Из плена бежал;
- 11.1943 — 01.1944 — на излечении в партизанском отряде им. Комсомола 1-й Минской партизанской бригады;
- 01.1944 — 07.1944 — политрук взвода в партизанском отряде им. Комсомола 1-й Минской партизанской бригады;
- 07.1944 — демобилизован по ранению, переправлен в Москву;
- Участник Парада Победы 24 июня 1945 года.

### Научная деятельность
- 1944—1949 — студент Московского института востоковедения[2];
- 1950—1953 — аспирант Института востоковедения АН СССР;
- Кандидат исторических наук (1953; «Проблемы неафганских народностей в современном Афганистане»);

- 1953—1961 — научный сотрудник, зав. сектором Афганистана Института востоковедения АН СССР;
- доктор исторических наук (1968; «Общественные движения и государственная политика Афганистана после Второй мировой войны»)[1];
- 1971 — учёное звание профессора[1];
- 01.1962 — 08.1975 — заместитель директора Института востоковедения АН СССР по научной работе;
- 1975—1989 — директор Института стран Азии и Африки при МГУ[2].
- Почётный доктор Кабульского университета (Республика Афганистан) (с 1988);
- Председатель Российского Палестинского общества при АН СССР (1988—1989);
- Главный редактор журнала «Вестник Московского университета. Серия 13. Востоковедение» (1976—1989);
- Член Секции исторических наук Комитета по Ленинским и Государственным премиям СССР в области науки и техники (1976—1989);
- Участник 25-го (Москва, 1960), 28-го (Канберра, 1971), 30-го (Мехико, 1976), 31-го (Токио, 1983), и 32-го (Гамбург, 1986) международных конгрессов востоковедов.

Награждён:
- Медалью «Партизану Отечественной войны» 1-й степени (1944)[2];
- Орденом Отечественной войны 1 степени (1985);
- Орденом Трудового красного знамени (1975);
- Орденом Дружбы народов (1986);
- шестью юбилейными медалями.

Иностранными наградами:
- Медалью «50 лет Монгольской Народной Революции» (МНР, 1971);
- Медалью «10 лет Апрельской революции» (Республика Афганистан, 1988);

## Научные работы
Публикации: Статьи, книги, брошюры — 71 (в том числе на языках английском, дари, пушту).
Автор исследований в области общих проблем современного национально-освободительного движения, крупный специалист по истории Афганистана.
Основные работы:
- Афганистан после Второй мировой войны: Очерк истории. — М., 1961.

- Афганистан в 1961—1966 гг. Политическое положение. Конституционная реформа. — М., 1967.
- Международные экономические отношения развивающихся стран. В 3-х кн. (соавт., 1980).
- «Об этапах исторического развития Афганистана в новейшее время» — «Вестник Московского университета. Серия 13. Востоковедение» 1985, № 1.